# Emmy Brode
Emmy Brode (* 9. August 1890 in Kleinbeeren im Kreis Teltow; † 29. August 1967 in Hamburg) war eine deutsche Kunstmalerin.

## Leben
Emmy Brode war seit 1930 in Nienstedten als Malerin und Zeichenlehrerin am Othmarschener Bertha-Lyzeum (heute: Gymnasium Hochrad) ansässig, später zog sie in die Rethelstrasse nach Groß Flottbek.
In den Jahren 1925, 1927 und 1929 sowie in den 1940er Jahren suchte sie für Studienaufenthalte die Künstlerkolonie Nidden an der Kurischen Nehrung auf. Sie bevorzugte das Landschaftsfach, insbesondere mit Ansichten der Umgebung Hamburgs und Niddens, aber auch Blumen und Stadtansichten, so von Nürnberg.
Ihre Werke waren überwiegend Aquarellzeichnungen.

## Werke  (Auswahl)
- Dorfstrasse in Nidden, Altonaer Museum, Hamburg.
- 7 Landschafts- und Stadtansichten aus ihrem Zyklus Malerische Winkel, Altonaer Museum, Hamburg.
- Auf Rügen, Altonaer Museum, Hamburg.
- Weite Gebirgslandschaft mit verstreut liegenden Gehöften.
- Weg durch eine Schrebergartenkolonie. 1925–1935.
- Lieder und Sprüche von Cäsar Flaischlen. Mit sechs monogrammierten Tuschfederzeichnungen, davon eine aquarelliert. Hamburg-Altona. 1917.[2]
- Das Wohnhaus Albrecht Dürers in Nürnberg im Festschmuck des Dürer-Jahres. 1928.